# Alphonsus Requisens
Der heilige Alphonsus Requisens OFM (spanisch: Alfonso de Requeséns Fenollet) (* 1570 in Cervera; † 8. April 1639 in Kastilien) war Mitglied des Ordens des hl. Franziskus. Sein Gedenktag ist der 19. August.
Er wurde am 30. August 1610 zum Bischof von Duvno im heutigen Bosnien-Herzegowina ernannt. Am 6. Oktober 1625 trat er sein Amt als Bischof von Barbastro in Kastilien an. Als er am 8. April 1639 starb, war seine Ernennung zum Bischof von Vic schon auf dem Weg, erreichte Barbastro jedoch erst am 2. Mai desselben Jahres.